# گردن‌بند حلقه‌ای

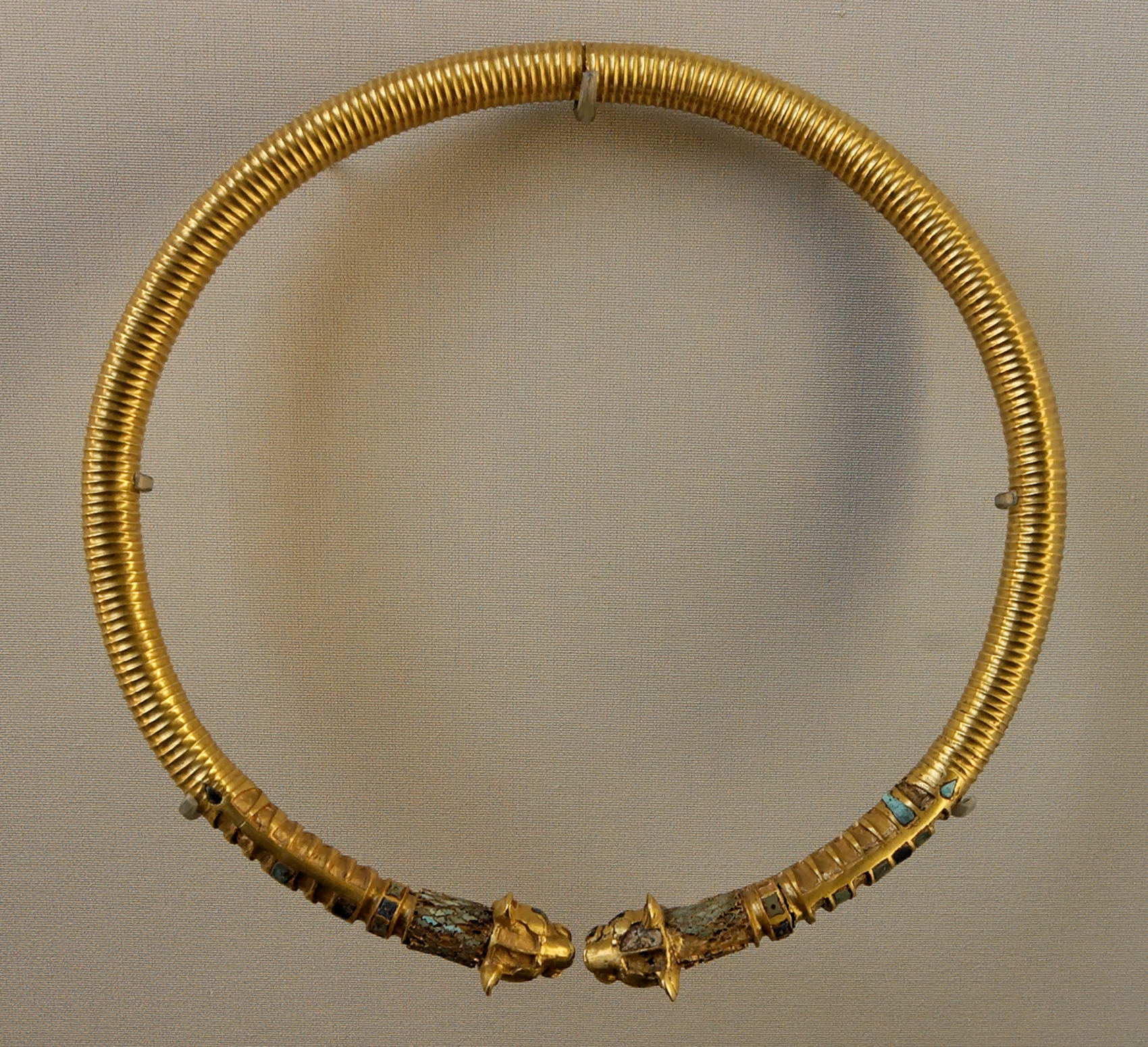
گردن‌بند حلقه‌ای ایران هخامنشی از شوش که در موزه لوور نگهداری می‌شود.

طوق یا گریواره، گردن‌بندی است فلزی که به صورت حلقه‌ای بزرگ خمیده شده و دو انتهای آن به هم نزدیک است و به صورت حلقه به‌دور گردن آویخته می‌شود. بسیاری از این گردن‌بندها که در آثار باستانی پیدا شده به‌گونه‌ای طراحی شده‌اند که آویختن آن‌ها به دور گردن به صورت دائمی باشد و بازکردن آن‌ها از گردن دشوار بوده‌است.
این نوع گردن‌بند در قدیم در میان اقوام سکایی، ایلیری، تراکیه‌ای، سلتی و دیگر فرهنگ‌های اوراسیایی از سده هشتم پیش از میلاد تا سده سوم میلادی رایج بوده‌است. گردن‌بندهای حلقه‌ای باریک، اغلب با تزئین سر حیوان در هنر هخامنشی هم رایج بوده‌است.

## نگارخانه

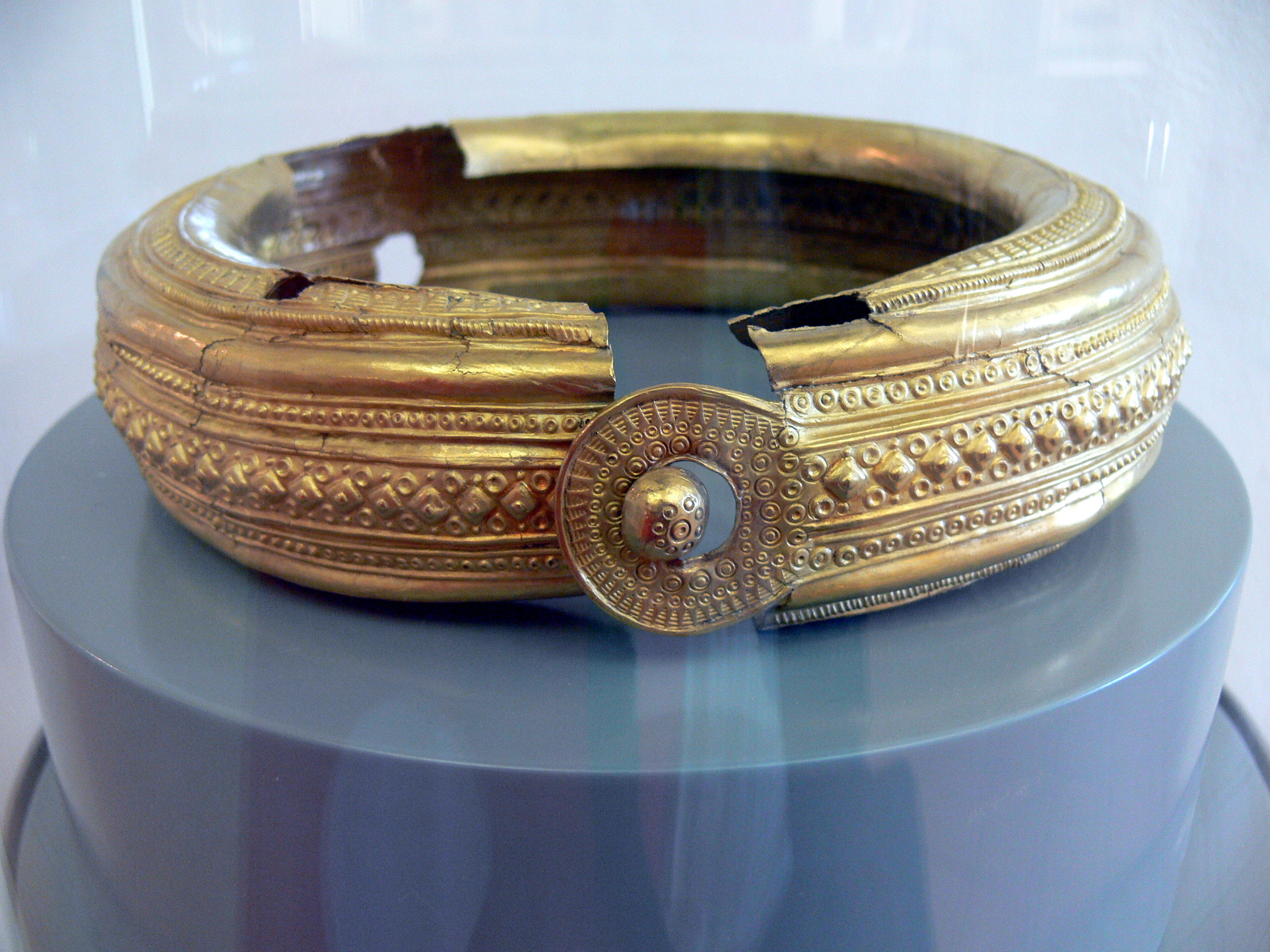
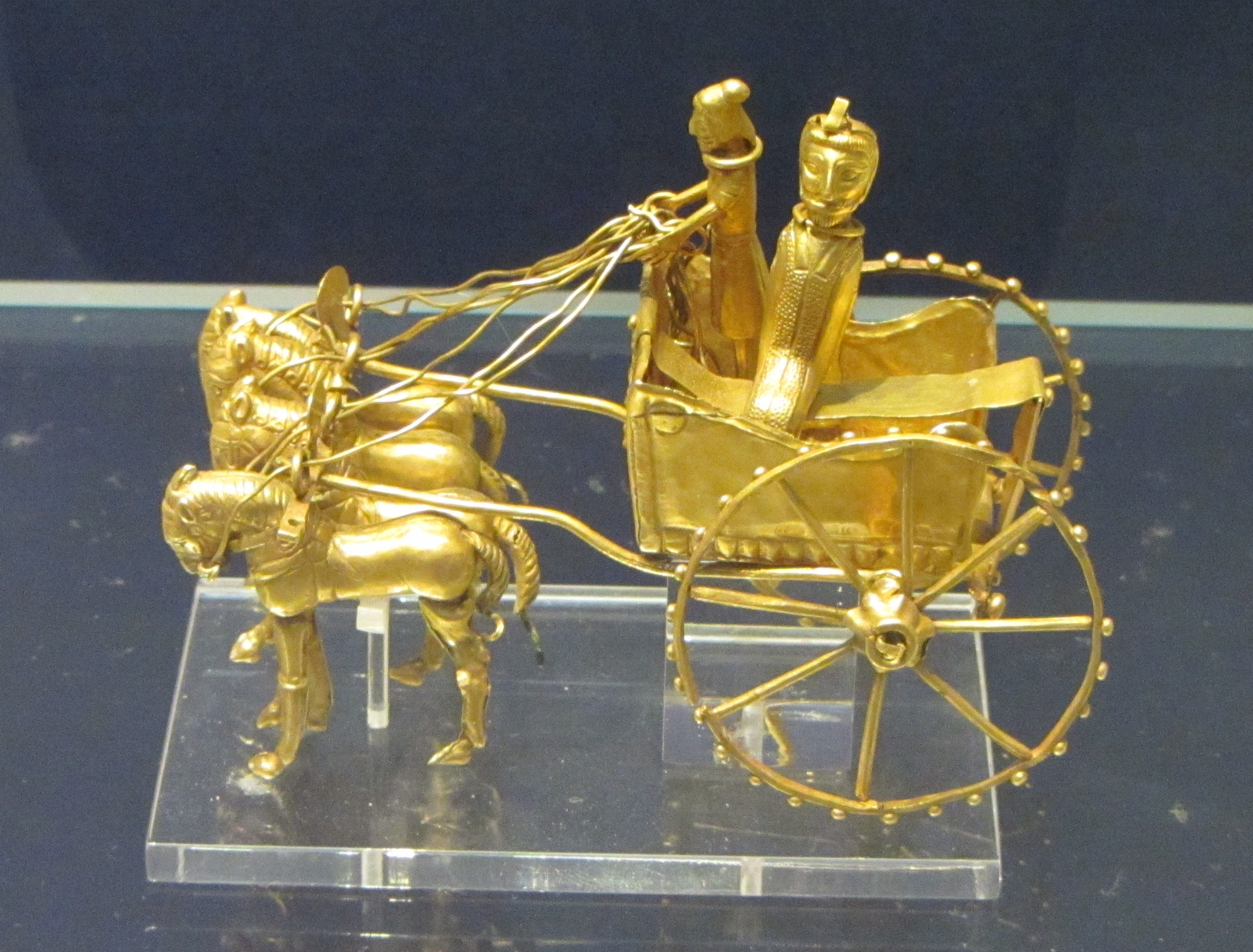
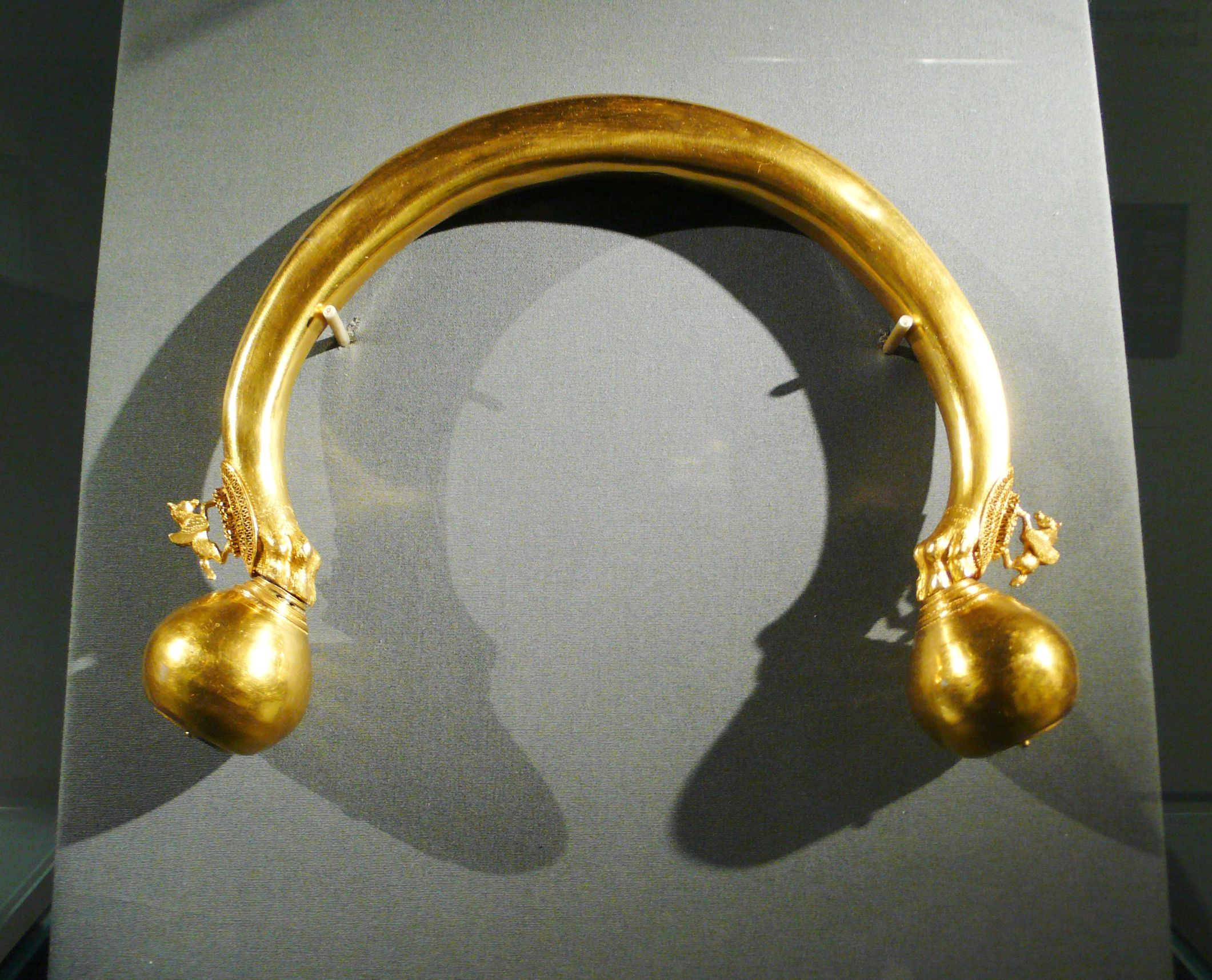
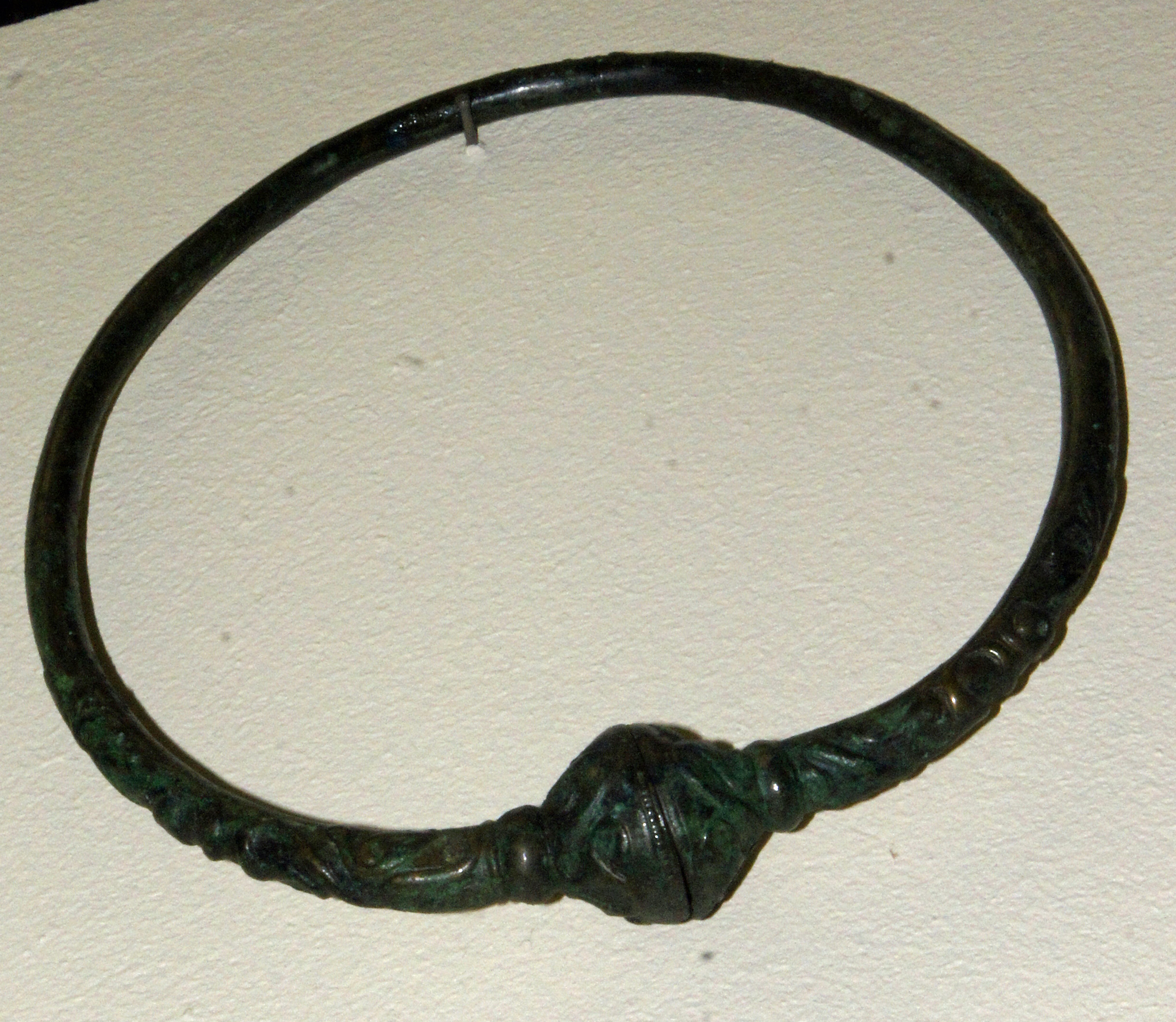
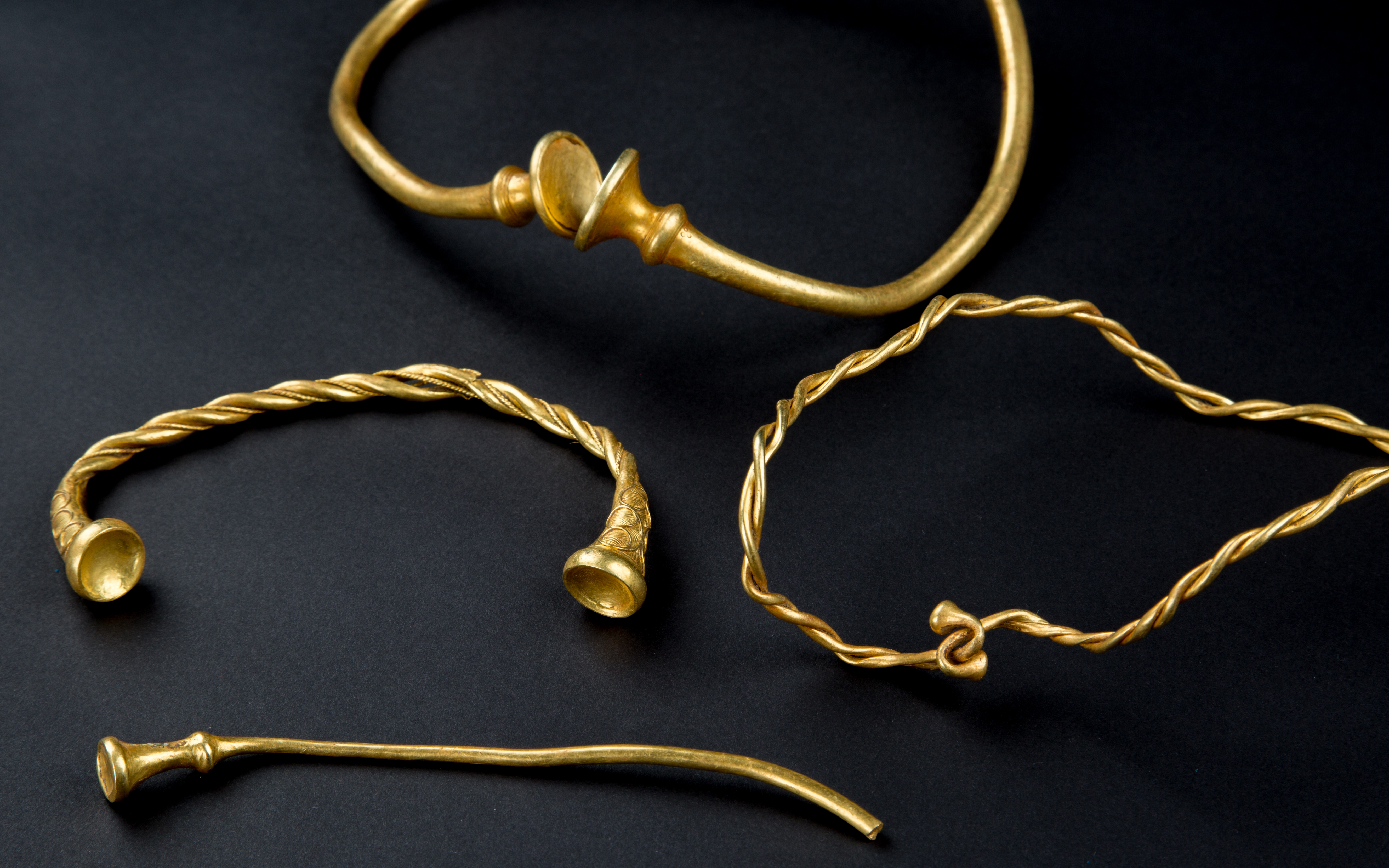
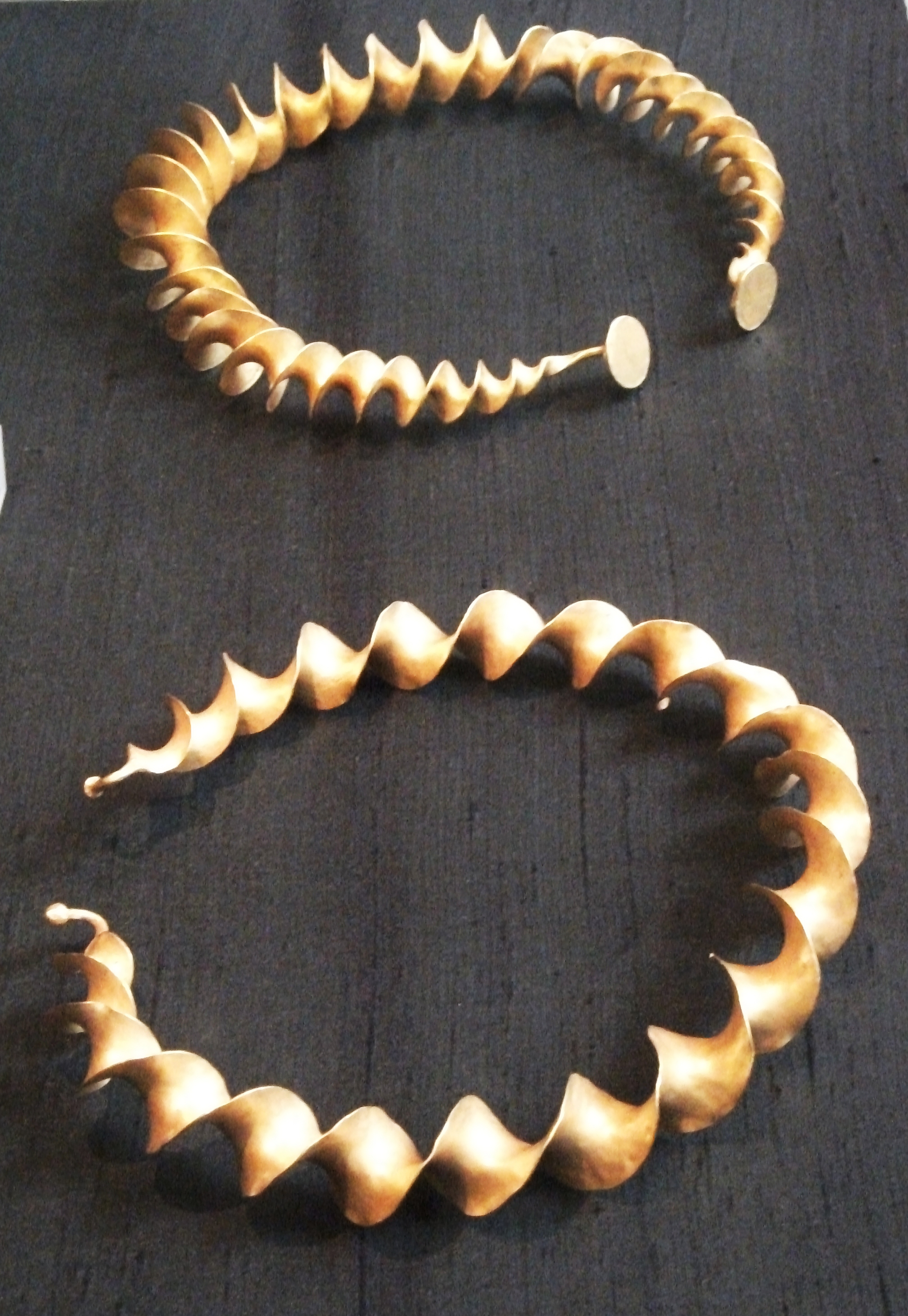
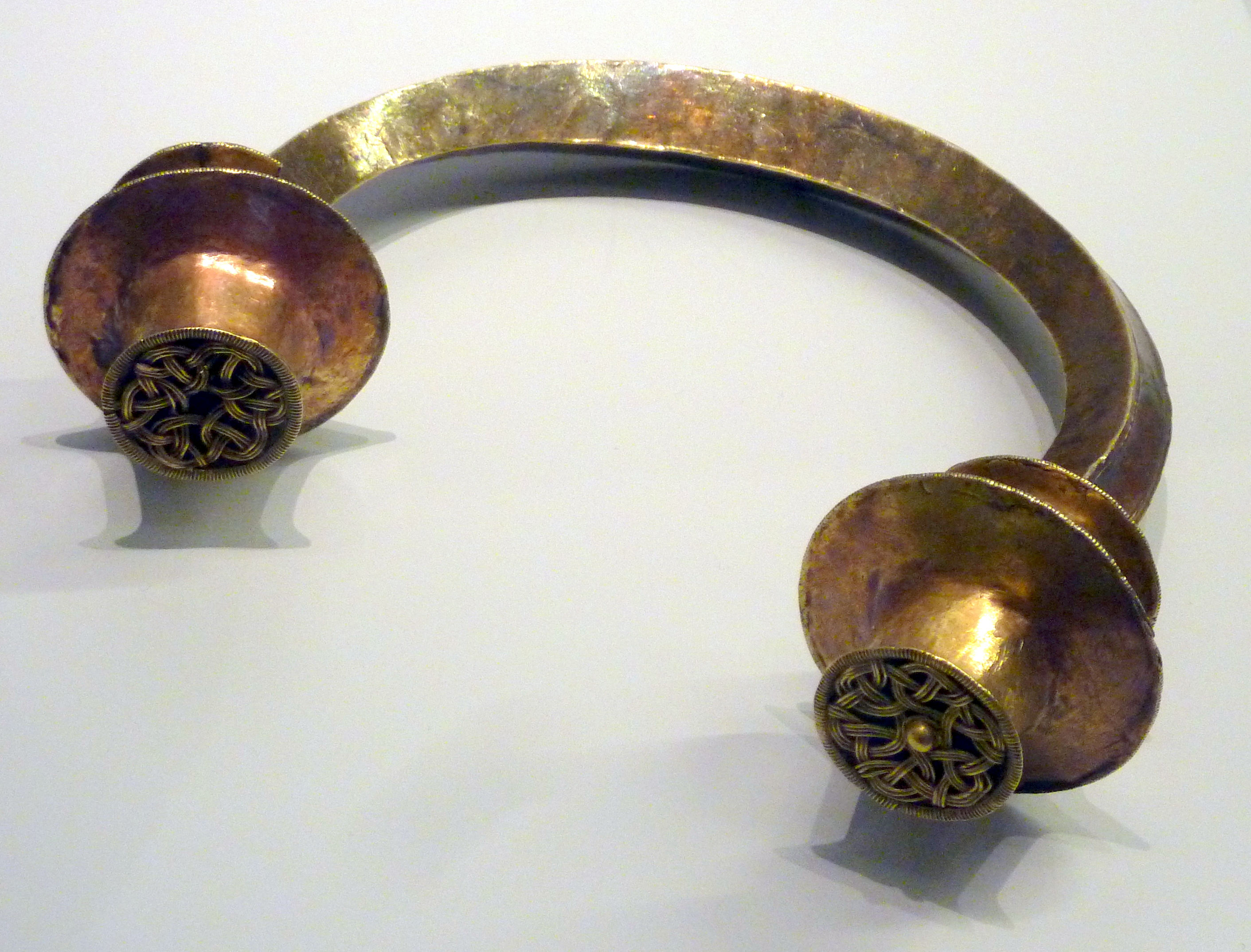
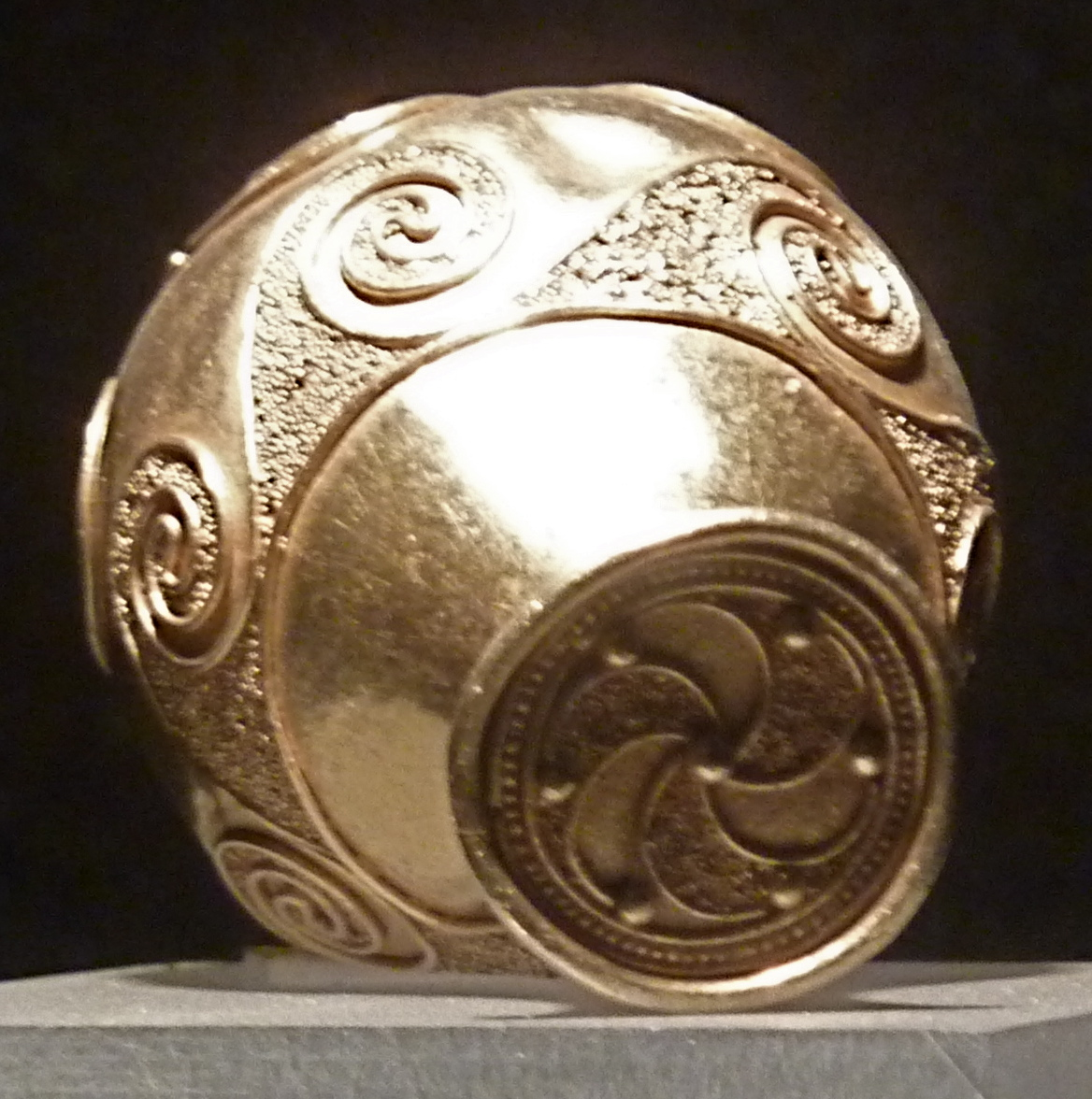
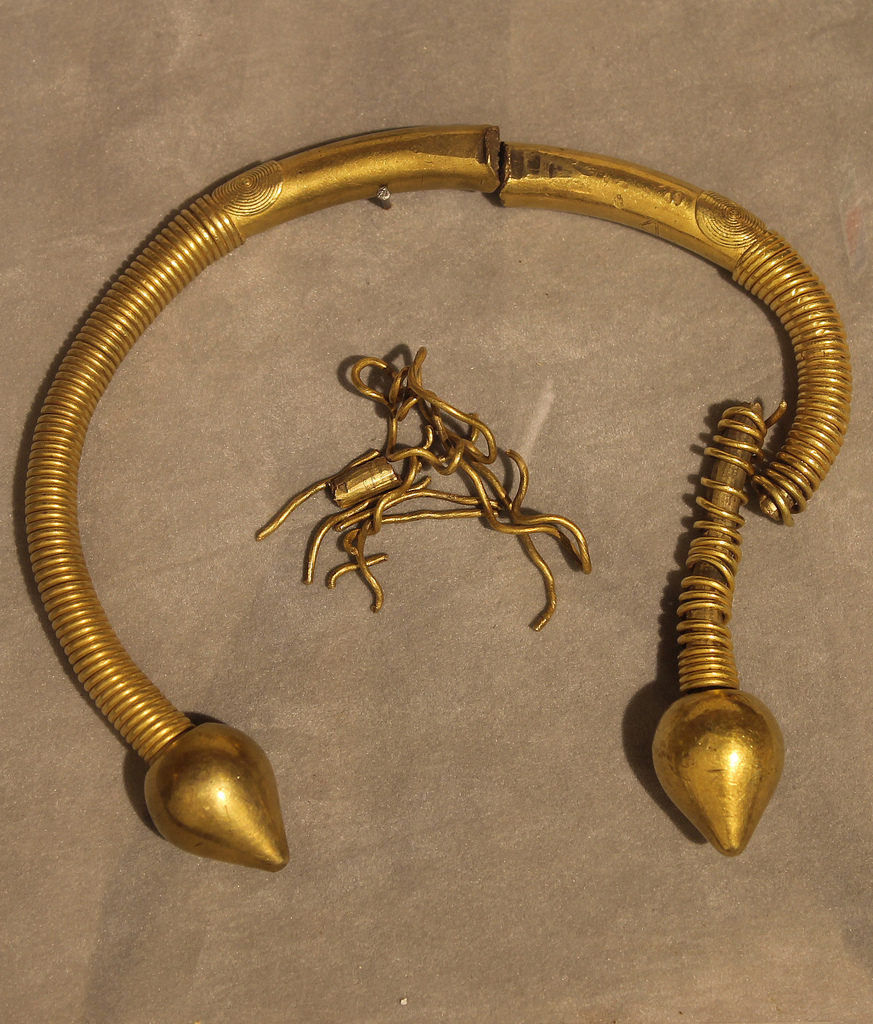
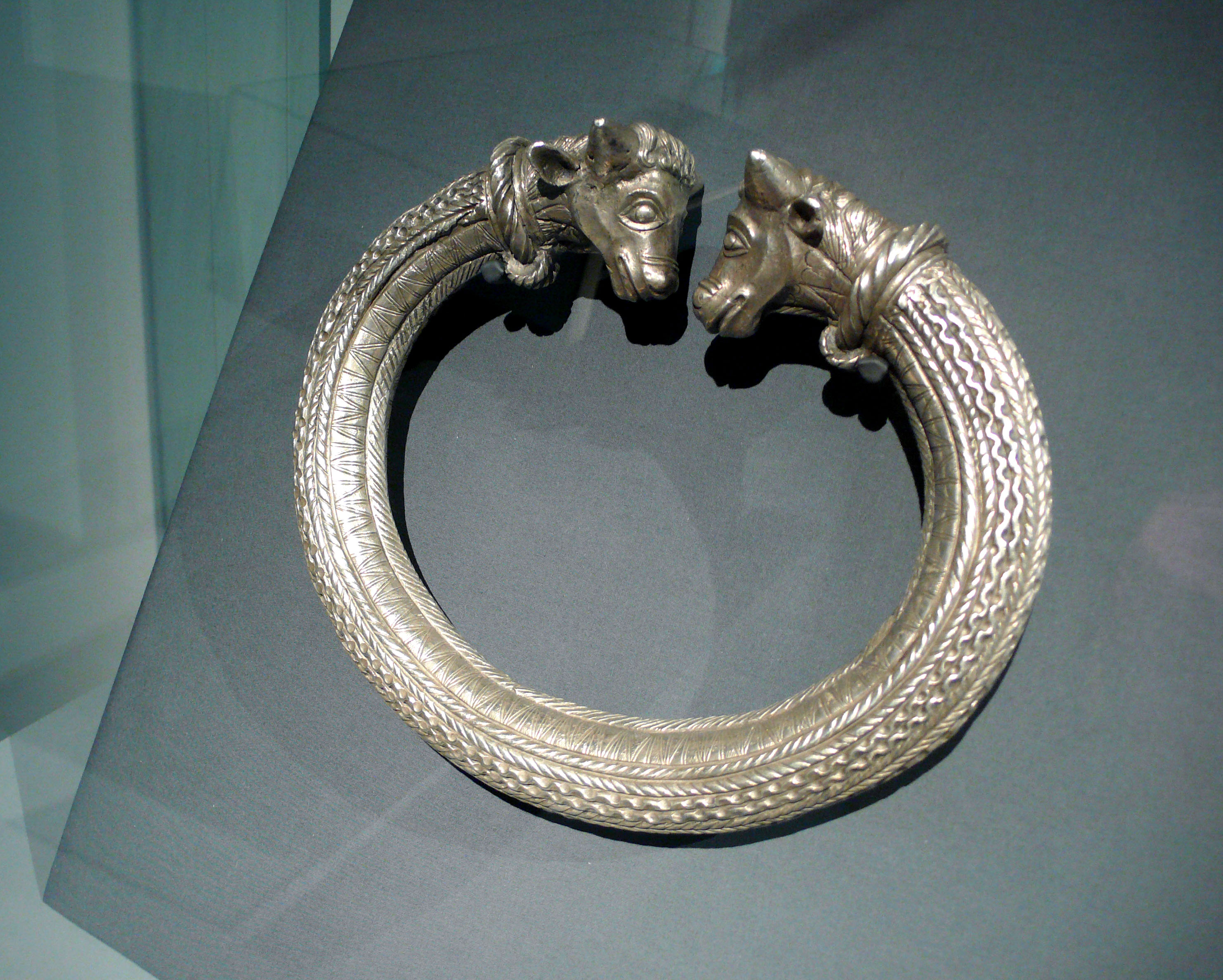
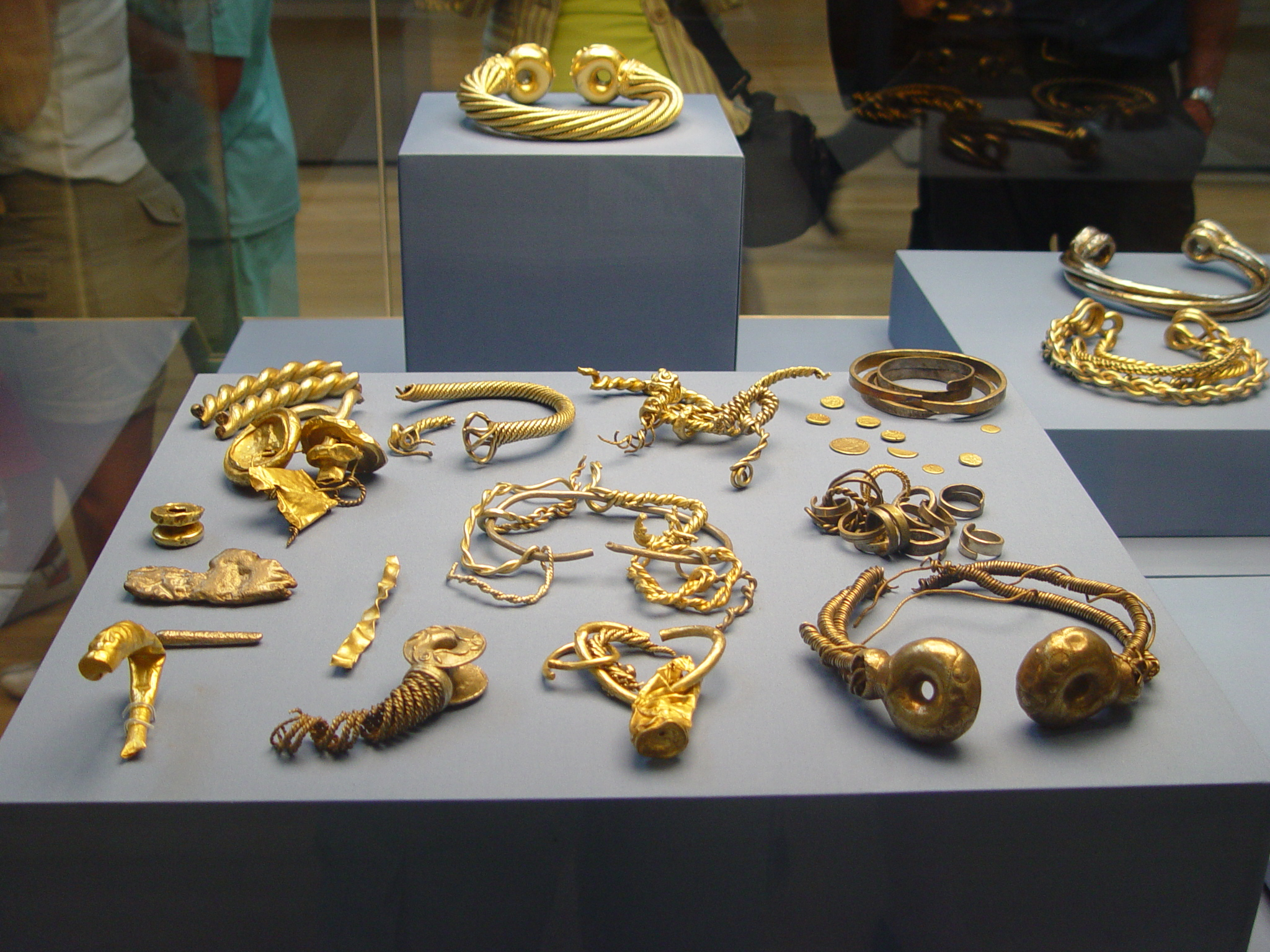
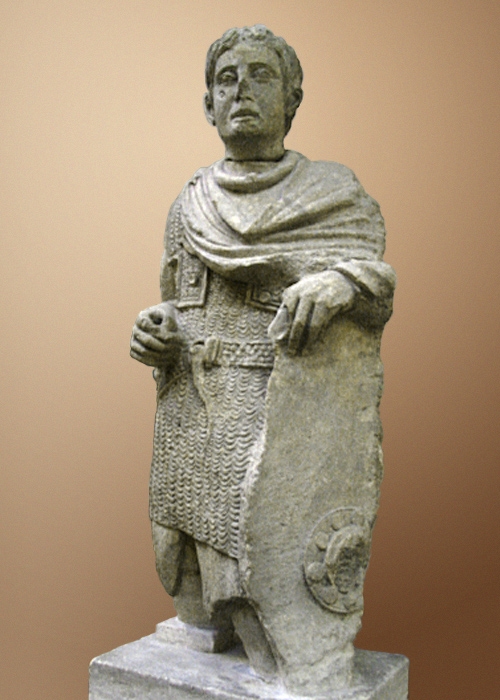
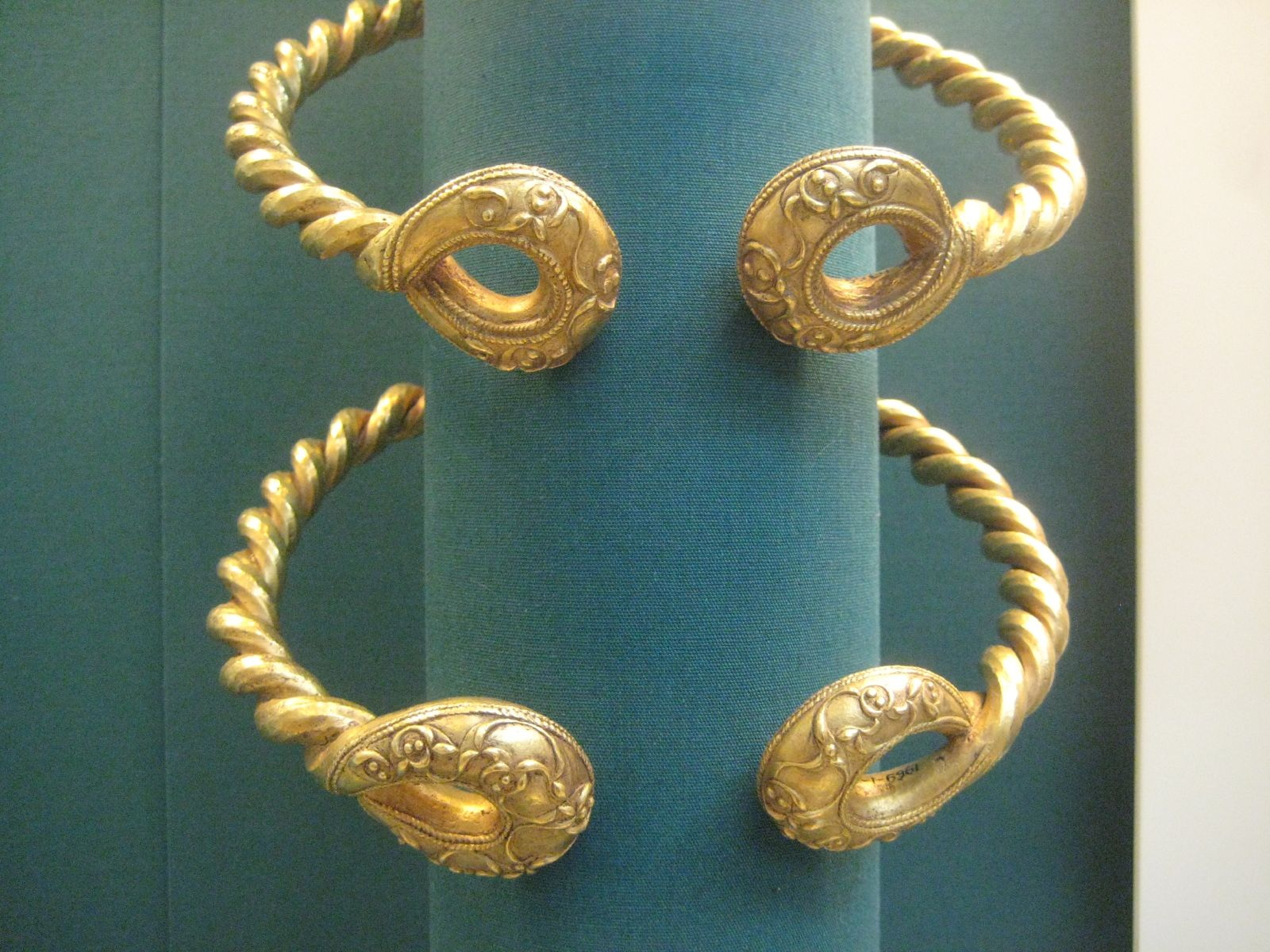
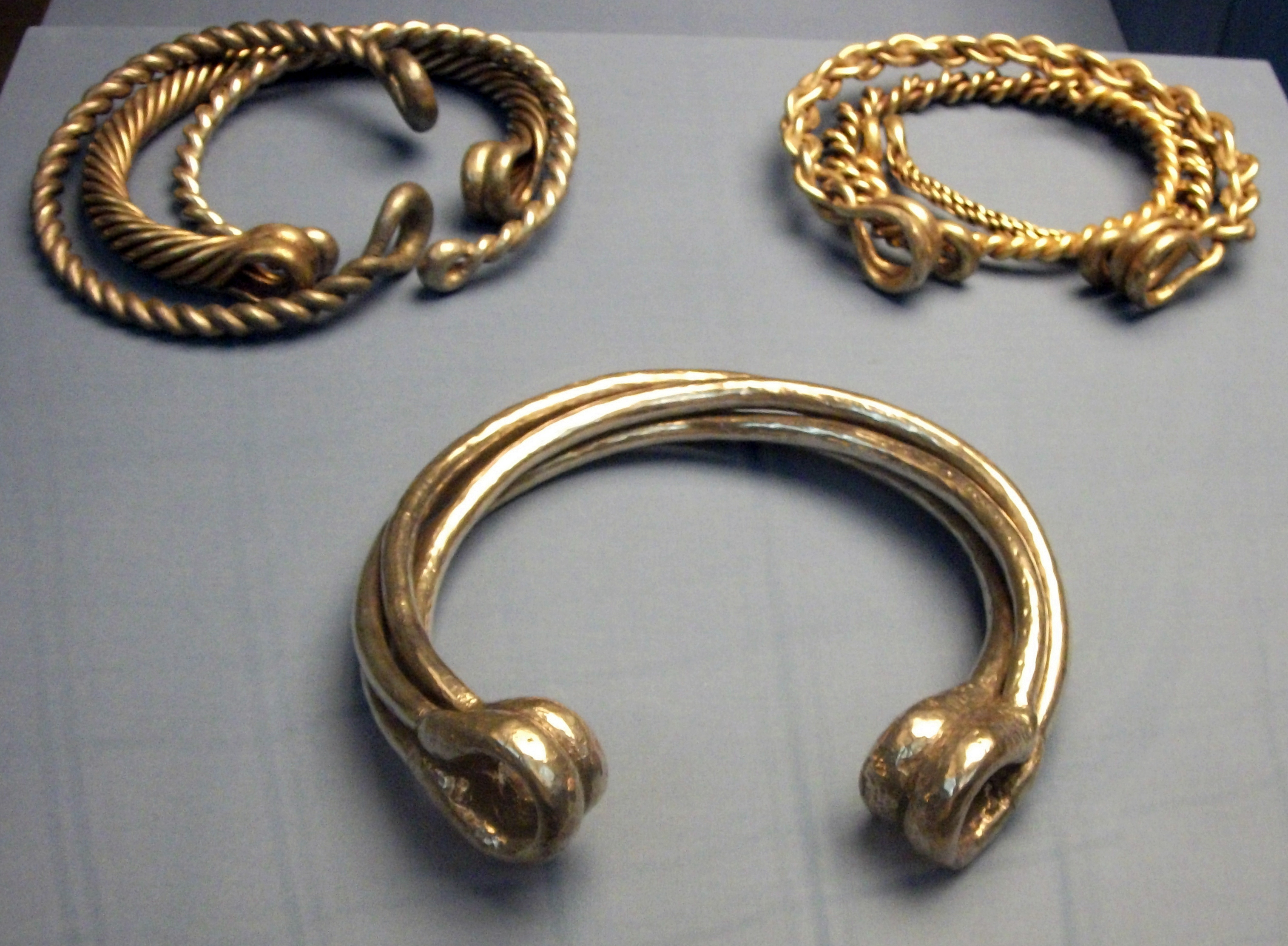
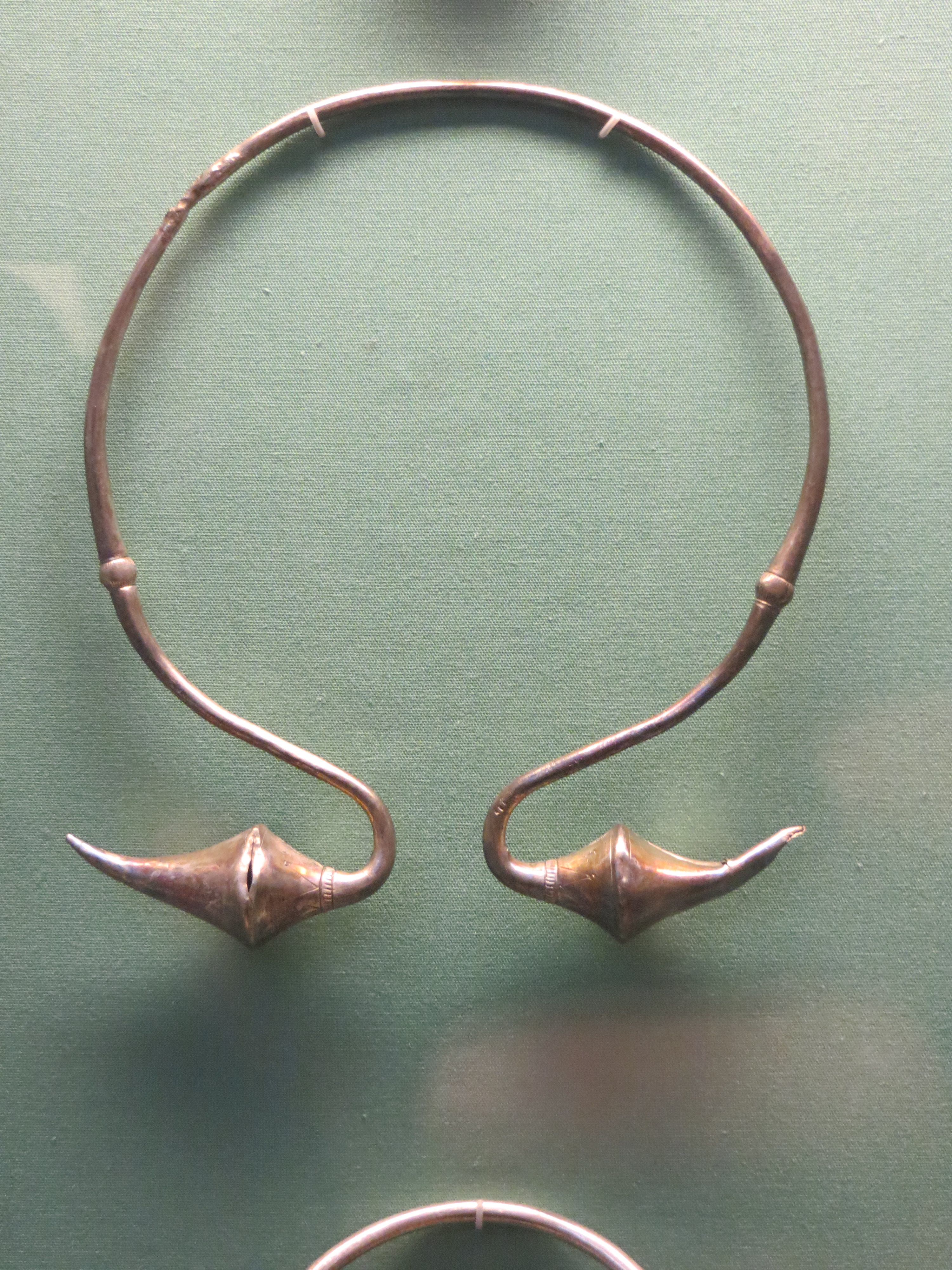
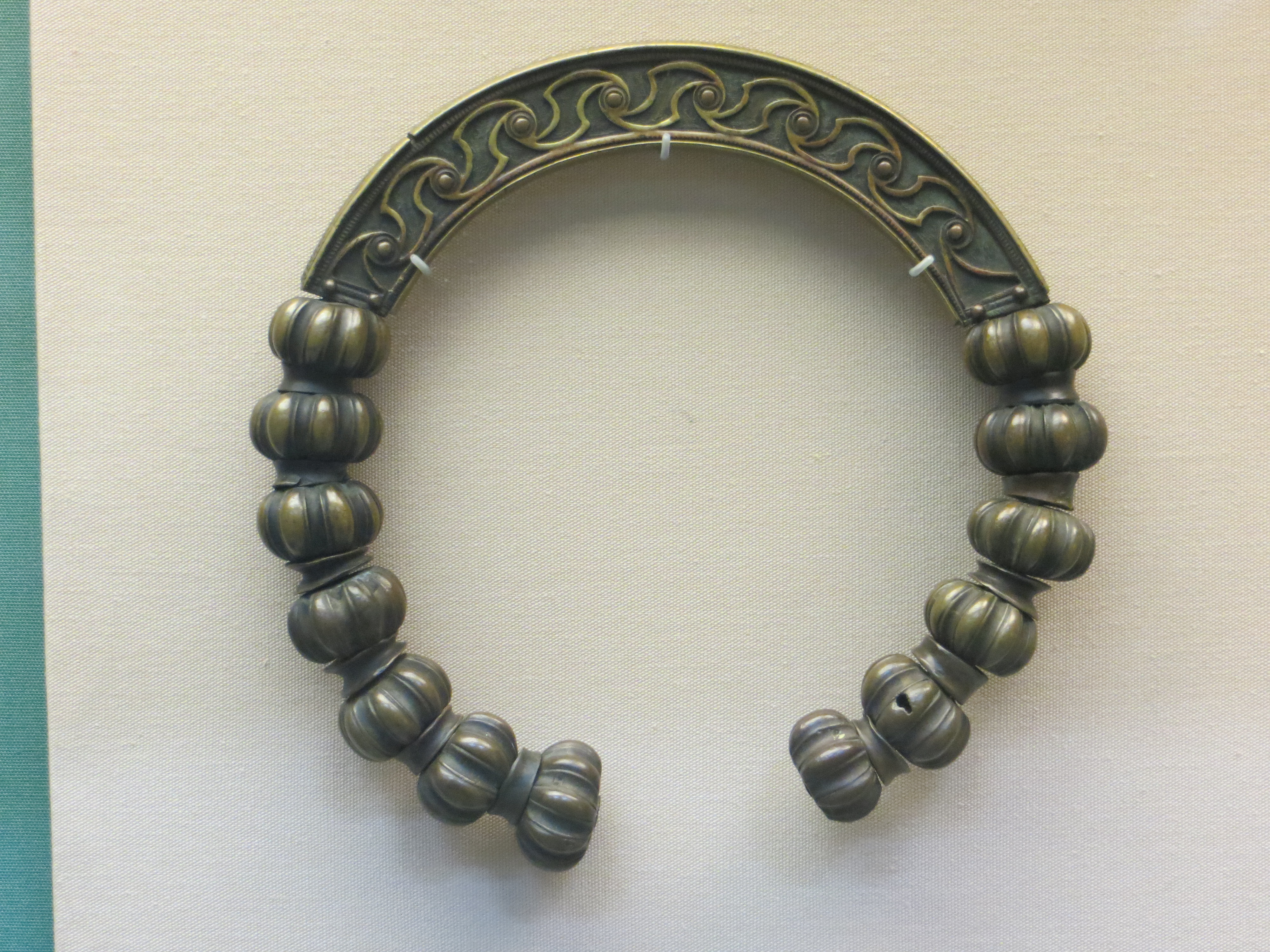
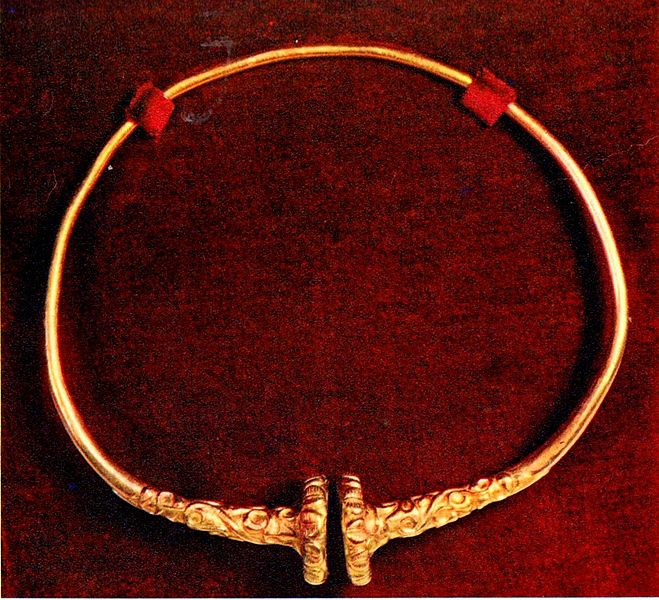